# 八仙蜻蜓
八仙蜻蜓，原生於東亞與大洋洲，分佈在北至日本，南至澳洲等沼泽地，泛稱「擲彈兵」（grenadier）。
雄蟲體長37—41（1.5—1.6英寸），翼長28—30（1.1—1.2英寸），胸部呈金綠色帶黃色斑點，眼睛有褐色和黃色等。腹部大多是用紅色與黑條間隔，雌蟲則是腹部顏色暗淡。

## 亞種
列舉如次：
- – 澳大利亚、新幾內亞、所罗门群岛、新喀里多尼亞（或許）
- A. i. chalcochiton – 印度尼西亚
- A. i. insignis – 东南亚與巽他古陆 - 擲彈兵[4]
- A. i. insularis – 索羅門群島
- A. i. lifuana – 新喀里多尼亞
- A. i. nereis – 印度尼西亚恩加诺岛（英语：Enggano Island）
- A. i. nicobarica – 尼科巴群岛
- A. i. papuensis – 新幾內亞
- A. i. similis – 綠島、蘭嶼[2][3][6]，棲息地類似臺灣島上的樹穴蜻蜓（ Oguma, 1915）。